# Гвозден Поповић
Гвозден Поповић (Кршање, 1894—Београд, 1954) био је трговац, учесник Првог светског рата и носилац Карађорђеве звезде са мачевима.
Рођен је 1894. године у Кршању, у селу, данас, на територији града Ужица. Као врло млад је остао без оба родитеља, па је морао да преузме бригу о две млађе сестре, ишао је по вашарима и продавао лицидерске колаче. Учествовао је у Првом светском рату од његовог почетка, у саставу V пешадијског пука. Посебним јунаштвом се истакао на Солунском фронту.
После рата бавио се различитим пословима и политиком. За време Другог светског рата није припадао ни једном покрету, али ипак је осуђен на 15. година робије, али ипак пуштен после две године на слободу. Умро је 1954. године на лечењу у Београду.